# Johann Baptist Weber

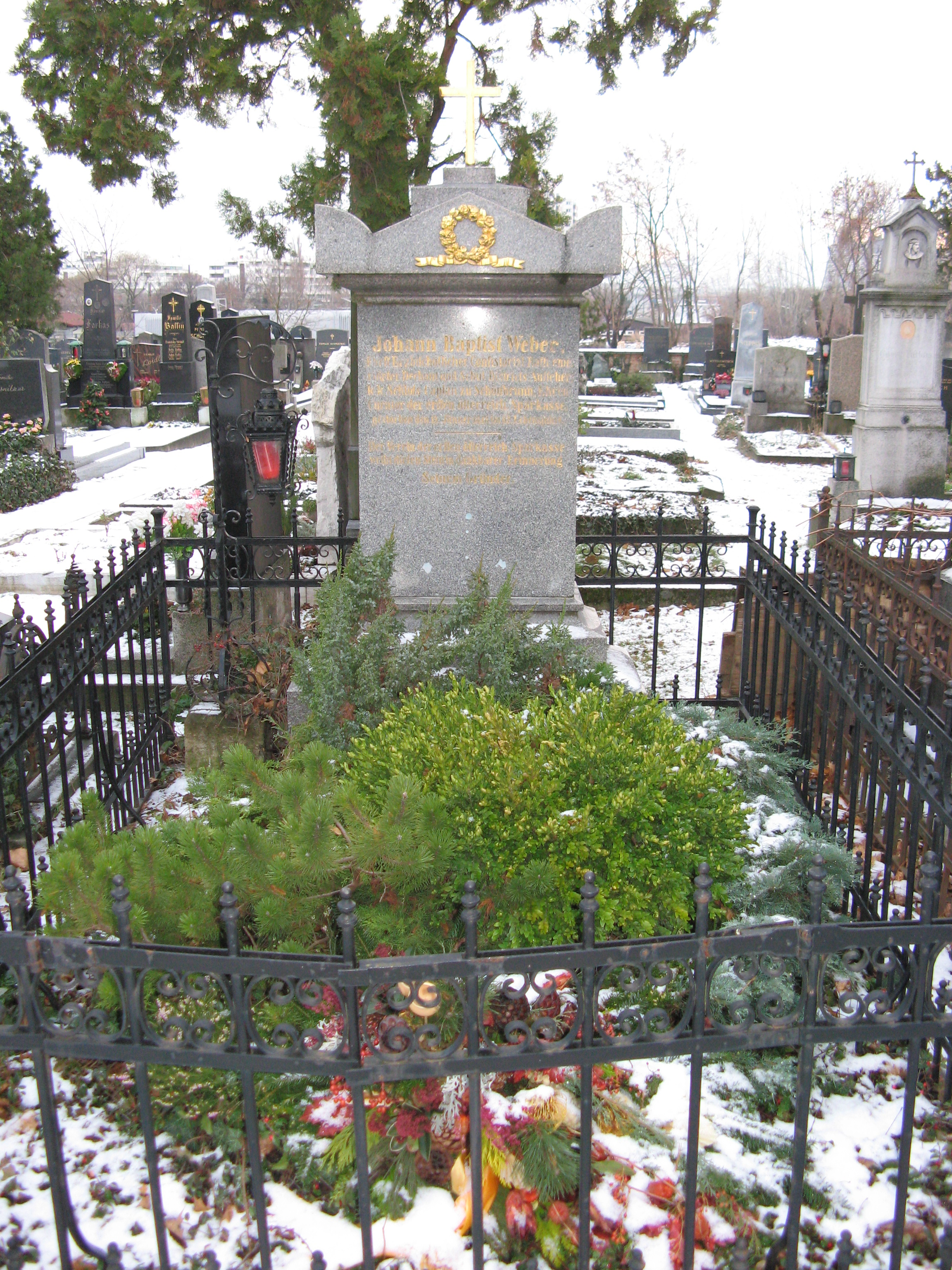
Grab von Johann Baptist Weber auf dem Altmannsdorfer Friedhof

Johann Baptist Weber (* 21. Januar 1786 in Wien; † 13. Jänner 1848 in Wien) war katholischer Pfarrer und Mitbegründer der Ersten österreichischen Spar-Casse.

## Leben
Johann Baptist Weber war 1810–1816 als Benefiziat an der Peterskirche in Wien, von 1816 bis 1830 Pfarrer der Leopoldskirche in der Leopoldstadt bei Wien. Zuletzt wirkte er als Schlosskaplan in Schönbrunn. Er wurde auf dem Altmannsdorfer Friedhof in der ursprünglich für die Priester der Pfarre Altmannsdorf gewidmeten Gruft bestattet.

## Bedeutung
Neben seiner umfangreichen sozialen Tätigkeit ragt besonders die am 4. Oktober 1819 im Pfarramt seiner Kirche erfolgte Gründung der Ersten österreichischen Spar-Casse hervor.
Weiters war er 1817 an der Gründung der Leopoldstädter Hauptschule, 1829 an der Gründung eines Armenversorgungshauses in der Leopoldstadt sowie 1839 an einem Kindergarten in Baden beteiligt.
Wegen seiner Verdienste wurde ihm vor der Leopoldskirche im Jahre 1969 ein Gedenkstein gewidmet. Bereits 1874 wurde die Webergasse in Wien-Brigittenau nach ihm benannt.